# Gerhard Gustmann
Gerhard Gustmann (født 13. august 1910 i Bonn, død 30. marts 1992 smst.) var en tysk roer og olympisk guldvinder.
Gustmann deltog sammen med Herbert Adamski og styrmand Dieter Arend i toer med styrmand ved OL 1936 i Berlin. Tyskerne vandt sikkert deres indledende heat i ny olympisk rekordtid, hvorefter de i finalens første halvdel kunne se den italienske båd lægge sig i spidsen. Men tyskerne satte en offensiv ind og sikrede sig guldet med et forspring på næsten tretten sekunder til italienerne, mens den franske båd fik bronze.
Gustmann og Adamski vandt desuden to EM-medaljer i toer med styrmand, en guldmedalje ved EM 1937 og en sølvmedalje ved EM 1938, begge med Günther Holstein som styrmand.

## OL-medaljer
- 1936:  Guld i toer med styrmand